# Condado de Bath (Virginia)
El condado de Bath (en inglés: Bath County) es un condado en el estado estadounidense de Virginia. En el censo de 2000 el condado tenía una población de 4.814 habitantes. La sede de condado es Warm Springs.

## Geografía
Según la Oficina del Censo, el condado tiene un área total de 1.386 km² (535 sq mi), de la cual 1.378 km² (532 sq mi) es tierra y 8 km² (3 sq mi) (0,51%) es agua.

## Demografía
En el  censo de 2000, hubo 5.048 personas, 2.053 hogares y 1.452 familias residiendo en el condado. La densidad poblacional era de 9 personas por milla cuadrada (4/km²). En el 2000 había 2.896 unidades unifamiliares en una densidad de 5 por milla cuadrada (2/km²). La demografía del condado era de 92,9% blancos, 6,3% afroamericanos, 0,2% amerindios, 0,4% asiáticos, 0,1% isleños del Pacífico, 0,1% de otras razas y 0,7% de dos o más razas. 0,4% de la población era de origen hispano o latino de cualquier raza. 
La renta promedio para un hogar del condado era de $35.013 y el ingreso promedio para una familia era de $41.276. En 2000 los hombres tenían un ingreso medio de $30.238 versus $21.974 para las mujeres. La renta per cápita para el condado era de $23.092.

## Ciudades y pueblos
- Ashwood
- Hot Springs
- Midway
- Warm Springs